# Машъал-2
«Машъал»-2 — узбекстанская футбольная команда из города Мубарек, фарм-клуб «Машъала».

## Названия
- 2006—2007 — «Машъал»-2.
- 2008—2012 — «Машъал-Академия».
- 2013 — ФШ «Машъал».
- с 2014 — «Машъал»-2.

## История
Основан не позднее 2005 года. 11 сезонов (2006—2012 и 2014—2017) выступал в Первой лиге чемпионата Узбекистана.

## Достижения
2-е место в Первой лиге (2009).